# His Little Girl (film 1909)
His Little Girl è un cortometraggio muto del 1909. Il nome del regista non viene riportato nei credit del film.

## Trama
Lou è un giovane scapolo. Un giorno riceve una lettera da Hawkins, un amico in partenza per l'Europa che gli affida durante la sua assenza la "sua bambina", sicuro che Lou non avrà problemi nell'assolvere il compito. In attesa che la piccola arrivi da lui, Lou esce insieme al maggiordomo per comprare tutto il necessario per ospitare una bambina in casa, compresi molti giocattoli. Quale sarà la sua sorpresa quando scoprirà che la "bambina" è una graziosa diciottenne che ben presto conquista il suo cuore. Passano solo tre mesi e la ragazza è diventata "la mia bambina" anche per lui. Dopo un anno, quando Hawkins torna dall'Europa, la coppia felice presenta al nonno "la nostra bambina".

## Produzione
Il film fu prodotto dalla Lubin Manufacturing Company.

## Distribuzione
Distribuito dalla Lubin Manufacturing Company, il film - un cortometraggio della lunghezza di 162 metri - uscì nelle sale cinematografiche statunitensi il 5 agosto 1909. Nelle proiezioni, veniva programmato con il sistema dello split reel, accorpato in un'unica bobina con un altro cortometraggio prodotto dalla Lubin, She Would Be an Actress.